# C7H4N2O5
化学式C7H4N2O5的化合物（摩尔质量：196.12 g/mol）可以指：
- 2,3-二硝基苯甲醛，CAS号：105031-19-4
- 2,4-二硝基苯甲醛，CAS号：528-75-6
- 2,5-二硝基苯甲醛，CAS号：1198424-70-2
- 2,6-二硝基苯甲醛，CAS号：606-31-5
- 3,5-二硝基苯甲醛，CAS号：14193-18-1

|  | 这个同类索引页列出了具有相同分子式的化学物（即同分異構體）条目。 除非您是有意链接至本页，否则应将相应条目的内部链接指向正确的条目。 |